# Botellita de Jerez (álbum)
Botellita de Jerez es el nombre del álbum debut de la banda de rock mexicana homónima. Fue publicado en 1984 por Karussell. Es uno de los discos más importantes del rock mexicano. Destacan «Charrock and roll» y la más recordada del grupo «Alármala de tos», esta última inspirada en una revista sensacionalista conocida por sus historias macabras y policiales.

## Información del álbum
Finalmente, luego de varios conciertos no oficiales, en 1984, Botellita de Jerez graba lo que será su primer álbum, al cual decidieron titularlo igual que la banda. El álbum está lleno de historias de una ciudad con personajes que uno puede encontrarse todos los días, y usando un lenguaje coloquial, el cual fue uno de los más grandes atractivos de la banda, en una época donde aún la fiebre del rock en español no había tenido el estallido que ya golpeaba España y Argentina. Las canciones que en su momento fueron básicamente himnos de la juventud underground, terminarían en ser los principales motores del concepto propio que desarrollarán el rock mexicano en el futuro con El Personal, Tex Tex y Maldita Vecindad y los Hijos del Quinto Patio, entre otros.

## Lista de canciones[1]
Todas las canicones escritas y compuestas por Botellita de Jerez; excepto donde se indica:
| N.º | Título             | Escritor(es)                     | Duración |  |
| 1.  | «Guaca rock»       |                                  | 3:02     |  |
| 2.  | «Heavy metro»      |                                  | 2:34     |  |
| 3.  | «Buscando la fama» |                                  | 3:34     |  |
| 4.  | «De fábula»        | Botellita De Jerez / L. A. Vélez | 3:09     |  |
| 5.  | «¡Saca!»           |                                  | 4:12     |  |

### Lado B
| N.º | Título                                            | Escritor(es)                  | Duración |  |
| 6.  | «Charrock and roll»                               | Botellita De Jerez / M. Ojeda | 2:37     |  |
| 7.  | «San Jorge y el dragón (O simpatía por el débil)» |                               | 3:35     |  |
| 8.  | «Oh Dennis»                                       |                               | 3:17     |  |
| 9.  | «Alármala de tos»                                 |                               | 2:52     |  |
| 10. | «Los maderos de San Juan»                         |                               | 4:51     |  |
| 11. | «El final»                                        |                               | 0:40     |  |

## Créditos

### Músicos
- Sergio Arau "El Uyuyuy" - Voz y guitarra eléctrica
- Armando Vega Gil "El Cucurrucucú" - bajo eléctrico y voz
- Francisco Barrios "El Mastuerzo" - Batería y voz

### Ficha técnica
- Óscar Sarquiz - Productor
- Juan Switalski - Ingeniero

## Posicionamiento en listas
| Publicación   | País           | Premio                                                    | Año  | Puesto |
| ------------- | -------------- | --------------------------------------------------------- | ---- | ------ |
| Alborde       | Estados Unidos | Los 250 álbumes más importantes del Rock Iberoamericano   | 2006 | 51     |
| Región Cuatro | México         | Los 70 mejores discos de México                           | 2011 | 4      |
| Switch        | México         | Los 50 mejores discos de rock y pop mexicano según Switch | 2000 | 7      |

## Otras versiones
En 1996, la banda mexicana Café Tacvba realizó un cover de la canción Alármala de tos para su tercer álbum de estudio: Avalancha de éxitos, siendo el tercer sencillo del álbum.